# Reggae Gold 1998
Reggae Gold 1998 – szósty album z serii składanek Reggae Gold, wydawanej przez nowojorską wytwórnię VP Records.
Płyta ukazała się 19 maja 1998 roku. Produkcją całości zajęli się Chris Chin oraz David "Dave Love" Sanguinetti.
6 czerwca 1998 roku album osiągnął 1. miejsce w cotygodniowym zestawieniu najlepszych albumów reggae magazynu Billboard i utrzymywał się na szczycie jeszcze przez 9 kolejnych tygodni (ogółem był notowany na liście przez 85 tygodni).

## Lista utworów
1. Spragga Benz - "She Nuh Ready Yet"
2. Frisco Kid - "Gal Pon De Side"
3. Beenie Man - "Tell Me"
4. Sean Paul - "Infiltrate"
5. Bounty Killer - "Cry For Die For"
6. Mr. Vegas - "Heads High"
7. Sizzla - "Babylon Ah Listen"
8. Buju Banton - "Destiny"
9. Luciano - "Sweep Over My Soul"
10. Degree - "Boom Boom"
11. Spragga Benz - "We Nuh Like"
12. Red Rat - "Tight Up Skirt"
13. Harry Todler - "Bad Man Nuh Dress Like Girl"
14. Beres Hammond - "Hold On"
15. Sanchez & Beenie Man - "Going Away"
16. Shabba Ranks & Carlton Livingston - "Don't Follow Rumours"